# Luis Fayad
Luis Fayad (Bogotá, 16 de agosto de 1945) es un escritor y poeta colombiano de ascendencia libanesa. Es reconocido por destacar la literatura en realismo e imaginación.

## Biografía
Luis Fayad es uno de los escritores más representativos de la actual narrativa colombiana e hispanoamericana. En 1975 se traslada a París, llevaba el manuscrito de Los parientes de Ester. Antes había publicado los libros de cuentos Los sonidos del fuego y Olor de lluvia. Durante los años escolares, trabajó como guionista en teatro, radio y televisión. Cursó dos años de Sociología en la Universidad Nacional de Bogotá, trabajó como periodista y empezó a publicar cuentos y notas literarias en diversas revistas y periódicos nacionales y extranjeros. Terminó de corregir Los parientes de Ester, que se publicó en Alfaguara de España. Tras dos años de residencia en París viajó a Estocolmo en busca de trabajo, temporada que se prolongó seis meses. Posteriormente se trasladó a Barcelona donde se dedicó a hacer traducciones técnicas del francés, informes de libros inéditos para editoriales y fichas para enciclopedias. En esta ciudad se casó con María Rosario, nacida en Pamplona, España. Con ella se instaló, a finales de 1979, en La Palma, una isla, según nos dice "con forma de corazón", en las Canarias. En 1982 nació su primer hijo. En 1983 viajó con su familia de nuevo a la Península y se radicó en el pequeño pueblo de San Pedro de Ribas, donde vivió hasta 1986. Durante esos años hizo varios viajes a Colombia y publicó el libro de cuentos Una lección de la vida.
En 1986 viajó a Berlín invitado por la Academia Alemana de Intercambio Cultural. La invitación comprendió un año, que él alargó con el propósito de aprender mejor el idioma. Desde entonces reside en Alemania donde ha estado vinculado a las universidades como profesor y conferencista de literatura y lector de su obra. Asimismo ha realizado trabajos de traducción, asesorando doblajes en castellano para películas y programas de radio y coordinando eventos culturales. En las ciudades europeas ha asistido a simposios sobre literatura y reuniones de escritores de los diversos continentes, de Latinoamérica y de Colombia. Vinculado a su tierra natal en todos estos años de exilio, ha decidido regresar con su familia a la ciudad que lo vio nacer, la de los parientes de Ester, para recuperar el contacto con sus compatriotas, el acento y la sintaxis que considera vitales en su trabajo.

## Publicaciones
Cuento
- Los sonidos del fuego, 1968
- Olor de lluvia, 1974
- Una lección de la vida, 1984
- La carta del futuro, seguido de El regreso de los ecos, 1993
- Un espejo después, 1995
- " reencuentro con una mujer"

Novela
- Los parientes de Ester, 1978
- Compañeros de viaje, 1991
- La caída de los puntos cardinales, 2000
- Testamento de un hombre de negocios, 2004
- Regresos, 2014